# Maja Klepić
Maja Klepić (ur. 23 maja 1988 w Sarajewie) – bośniacka narciarka alpejska, olimpijka.

## Kariera
Maja Klepić uczestniczyła na Zimowych Igrzyskach Olimpijskich 2010 w Vancouver. Podczas tych igrzysk wzięła udział w dwóch konkurencjach narciarstwa alpejskiego: slalomie gigancie, gdzie zajęła 52. miejsce, oraz slalomie, gdzie nie ukończyła konkurencji. Były to jej jedyne zimowe igrzyska olimpijskie, gdzie wystąpiła